# Kamienie z Ica

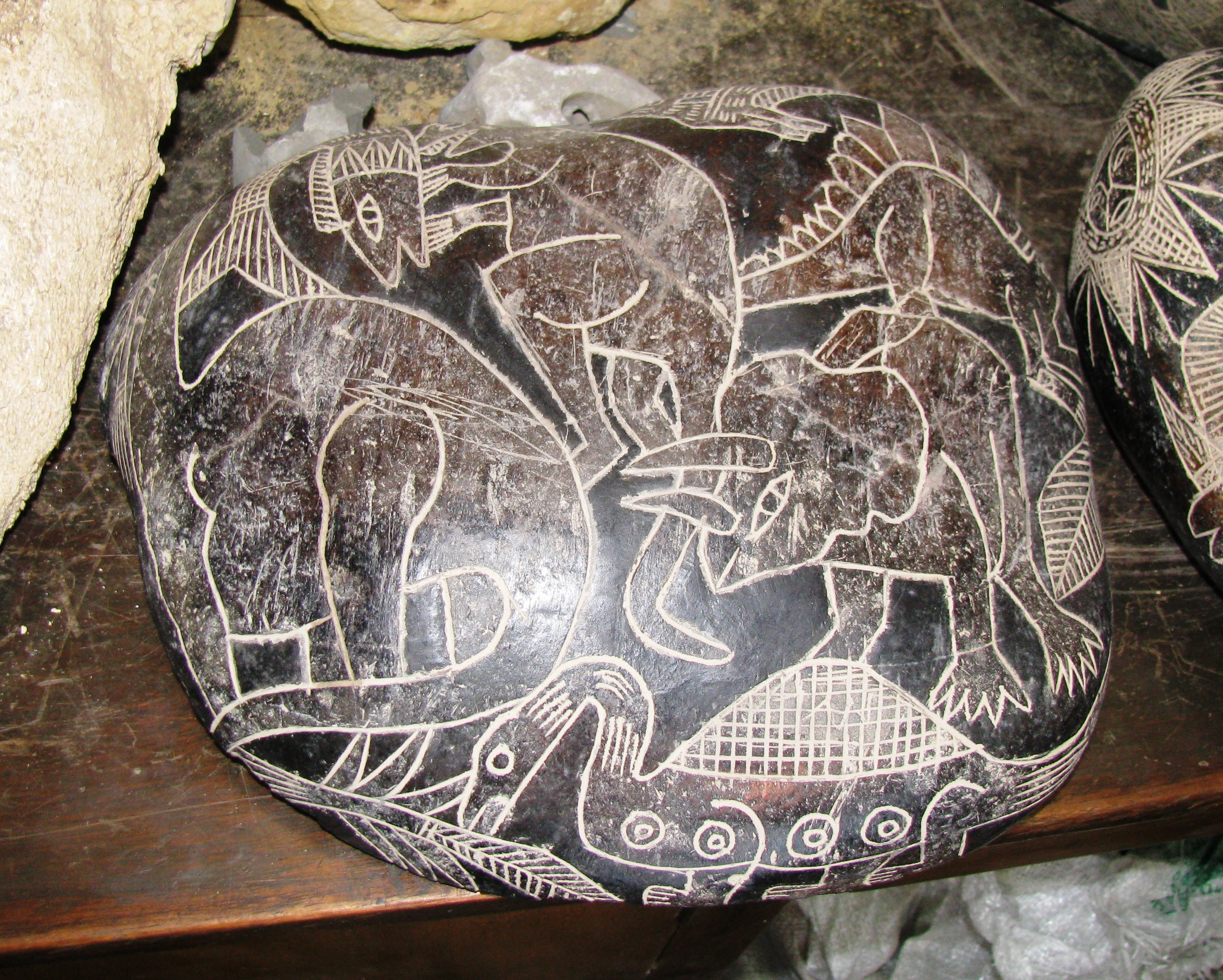
Kamień z przedstawieniami dinozaurów

Kamienie z Ica – rzekome zabytki prekolumbijskie pochodzące z peruwiańskiego regionu Ica, mające potwierdzać istnienie wysoko zaawansowanej starożytnej cywilizacji, współistniejącej z dinozaurami. Choć uchodzą za jedno z najbardziej absurdalnych oszustw archeologicznych, są przytaczane przez zwolenników kreacjonizmu i paleoastronautyki jako dowód popierający ich tezy.

## Opis
Sprawę rzekomych znalezisk nagłośnił peruwiański lekarz Javier Cabrera (1924–2001). Jak twierdził, w swoje urodziny 13 maja 1966 roku otrzymał kamień z wygrawerowanym wizerunkiem ryby, mający być zabytkiem sztuki prekolumbijskiej. Ponieważ ryba wyglądała na prehistoryczną, Cabrera zainteresował się sprawą i zaczął nabywać kolejne, podobne artefakty. Jego głównym „dostawcą” był rolnik Basilio Uschuya, który rzekomo znajdował niezliczone ilości podobnych kamieni w bliżej nieokreślonej jaskini. Z czasem ryty zaczęły przedstawiać coraz bardziej fantastyczne sceny, m.in. ludzi walczących z dinozaurami, udomowione dinozaury, transplantacje organów czy obserwacje gwiazd przy pomocy teleskopu. Sam Uschuya został zatrzymany przez policję pod zarzutem nielegalnej sprzedaży zabytków. W 1975 roku wraz z innym rolnikiem o nazwisku Irma Gutiérrez de Aparcana przyznał się do fabrykowania rzekomych artefaktów w celach zarobkowych. Jak ujawnił, za źródło służyły mu ilustracje z podręczników i kolorowych magazynów, do rycia używał dłuta lub ostrzy dentystycznych, a wygląd kamieni postarzał za pomocą zwierzęcego łajna. Później odwołał swoje oświadczenie, twierdząc iż przyznał się do fałszerstwa by uniknąć więzienia, i powrócił do wykonywania kamieni. Jednak w trakcie nakręconego w 1997 roku wywiadu telewizyjnego Uschuya ponownie przyznał się do dostarczania Cabrerze fałszywych kamieni, jednocześnie zaznaczając iż posiada on też inne, z którymi nie ma nic wspólnego.

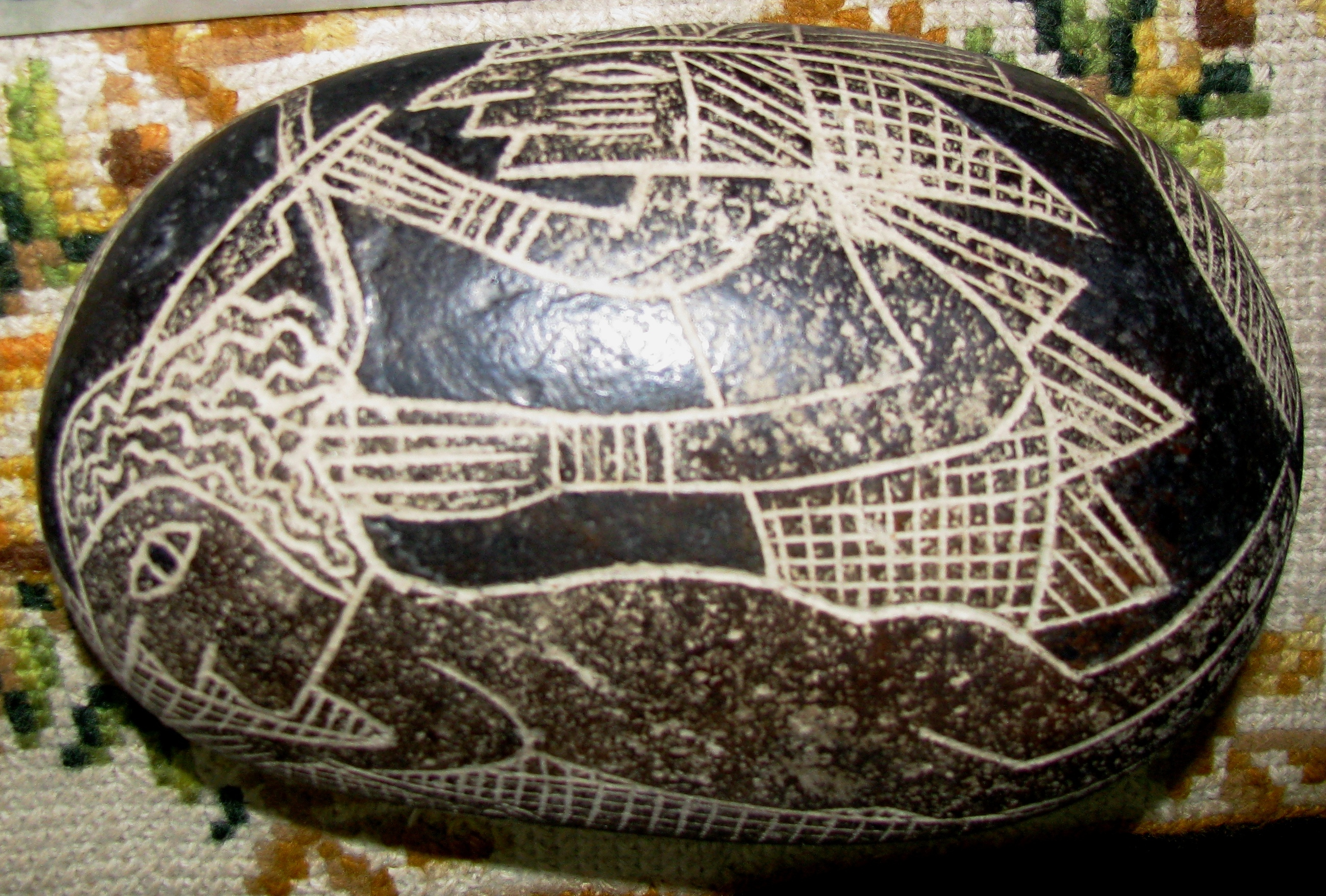
Kamień z rysunkiem przedstawiającym operację mózgu

Cabrera do końca życia zbierał kolejne kamienie, wierząc w ich autentyczność. Krytycy podejrzewają, że przynajmniej część z nich wykonał sam. Ogólna liczba wszystkich rzekomych kamieni szacowana jest na kilkanaście tysięcy, z czego większość znajduje się w założonym przez Cabrerę muzeum w mieście Ica. Sam Cabrera wysunął pogląd, iż kamienie są dziełem pradawnej cywilizacji przybyłej z Plejad, która zamieszkiwała Ziemię przed kilkuset milionami lat. Znaleziska opisywał w swoich książkach Erich von Däniken, przyczyniając się do ich rozpropagowania.
Naukowcy zdecydowanie odrzucają możliwość autentyczności kamieni z Ica, uznając je za niezbyt wprawnie przygotowane oszustwo. Na kamieniach brak jest jakichkolwiek śladów organicznych mogących posłużyć do ich datowania, a dokładne miejsce ich „odkrycia” nie zostało nigdy ujawnione. Współistnienie ludzi i dinozaurów jest sprzeczne z wiedzą o przeszłości życia na Ziemi, a po tak wysoce zaawansowanej technicznie cywilizacji powinny pozostać poza rytami na kamieniach jakieś ślady archeologiczne w postaci np. budowli. Przedstawione ilustracje zawierają błędy faktograficzne, m.in. przedstawiają gatunki dinozaurów niewystępujące w Ameryce Południowej czy człowieka lecącego na pteranodonie, choć gad ten nie byłby w stanie unieść takiego ciężaru. Same artefakty wpisują się w szeroki proceder wytwarzania przez miejscową ludność rzekomych prekolumbijskich zabytków, które są następnie sprzedawane turystom.